# Indio 2 - La rivolta
Pour plus de détails, voir Fiche technique et Distribution.
Indio 2 - La rivolta est un film d'aventures italien réalisé par Antonio Margheriti et sorti en 1991.
C'est la suite du film Indio, du même réalisateur.

## Synopsis
Van Eyck, mandaté par une multinationale impitoyable, est chargé de construire une route dans la forêt amazonienne. Pour ce faire, il détruit toute la faune et la flore alentours à l'aide de dangereux pesticides et tue tous ceux qui s'y opposent. Des Amérindiens sont enrôlés de force pour travailler pour lui. Un ancien sergent des Marines va alors s'allier avec une tribu amérindienne pour fomenter une révolte contre Van Eyck.

## Fiche technique
Sauf indication contraire, les informations mentionnées dans cette section peuvent être confirmées par la base de données cinématographiques IMDb,  présente dans la section « Liens externes ».
- Titre original italien : Indio 2 - La rivolta[1]
- Réalisation : Antonio Margheriti (sous le nom d'« Anthony M. Dawson»)
- Scénario : Filiberto Bandini
- Photographie : Roberto Benvenuti
- Montage : Angela Cipriani
- Musique : Pino Donaggio
- Effets spéciaux : Edoardo Margheriti
- Décors : Elena Ricci Poccetto
- Production : Filiberto Bandini, Enrico Coletti (it)
- Société de production : R.P.A. International
- Pays de production :  Italie
- Langue originale : italien
- Format : Couleur - 2,35:1 - Son Dolby Surround - 35 mm
- Durée : 102 minutes (1 h 42[1])
- Genre : Action - aventures
- Dates de sortie :
  - Italie : 18 avril 1991

## Distribution
- Marvin Hagler : Sergent Iron
- Dirk Galuba : Vincent Van Eyck
- Frank Cuervo : Ugadi
- Tetchie Agbayani : Mme Morell
- Maurizio Fardo : Père Logan